# Oleksandr Kovpak
Oleksandr Oleksandrovyč Kovpak (in ucraino Олександр Олександрович Ковпак?; Smila, 3 febbraio 1983) è un ex calciatore ucraino, di ruolo attaccante.

## Carriera

### Club
Ha iniziato nelle giovanili del Dnipro Cherkassy per poi esordire in prima squadra nel 2003. Giocò 47 partite segnando 22 reti che gli valsero la chiamata al Sportyvnyj Klub Tavrija Simferopol' di cui è divenuto capitano. Nella stagione 2008-2009 diventa il capocannoniere del campionato ucraino con 17 reti.

### Nazionale
Viene convocato dal C.T della nazionale maggiore Oleksij Michajličenko per le partite del 6 e del 10 giugno contro Croazia e Kazakistan. Esordisce proprio contro il Kazakistan entrando nei minuti finali.

## Palmarès

### Club

#### Competizioni nazionali
- Coppa d'Ucraina: 1

Tavrija: 2009-2010

### Individuale
- Capocannoniere della Coppa d'Ucraina: 1

2009-2010 (5 reti)